# I’m Not Following You
I’m Not Following You – czwarty album Edwyna Collinsa wydany w 1997 roku.

## Spis utworów
1. "It’s A Steal"
2. "Magic Piper (Of Love)"
3. "Seventies Night" [featuring Mark E. Smith]
4. "No One Waved Goodbye"
5. "Downer"
6. "Keep On Burning"
7. "Running Away With Myself"
8. "Country Rock"
9. "For The Rest Of My Life"
10. "Superficial Cat"
11. "Adidas World"
12. "I’m Not Following You"